# Дневник машиниста
«Дневник Машиниста» (англ. Trains Driver’s Diary) — сербско-хорватская чёрная комедия, снятая Милошем Радовичем. Мировая премьера ленты состоялась 2 июля 2016 года.

## Сюжет
Главный герой фильма, машинист Илия, за свою долгую карьеру переехал насмерть 28 человек и установил печальный рекорд. Отправляясь на пенсию он ставит на свое место приемного сына Симу, которого пугает перспектива задавить человека. Но первое время у Симы не случается несчастных случаем, а страх и напряжение только растут. Видя это, Илия берет дело в свои руки, чтобы помочь сыну стать машинистом в полном смысле этого слова..

## Награды
Приз зрительских симпатий на ММКФ 2016 .

## В ролях
- Лазар Ристовски
- Маряна Каранович
- Ясна Джуричич
- Младен Нелевич